# Indeks 73
Indeks 73 – ogólnopolska inicjatywa środowisk kulturotwórczych na rzecz obrony wolności twórczej i badań naukowych oraz swobodnego dostępu do dóbr kultury, gwarantowanych w art. 73 Konstytucji RP. Powstała jesienią 2006 z inicjatywy Lidii Makowskiej, Macieja Nowaka, Romana Pawłowskiego i Roberta Rumasa. Obecnie kolektyw Indeksu 73 tworzą: dr Izabela Kowalczyk, Agnieszka Kaim, Jarosław Lipszyc, dr Ewa Majewska, Lidia Makowska, Daniel Muzyczuk, Jacek Niegoda, Roman Pawłowski i dr Alek Tarkowski.
Inicjatywę doceniła i dofinansowała w 2008 m.in. Fundacja im. Stefana Batorego w ramach programu „Działania Strażnicze” oraz Unia Europejska w ramach Funduszu Współpracy. Indeks 73 odnotowano także na 97. miejscu Setki Obiegu 2009 (ranking 100 najbardziej wpływowych osób, instytucji i inicjatyw w polskiej sztuce).

## Cele i działalność
Działania Indeksu 73 skupiają się wokół trzech obszarów. Są to:
- Zapobieganie cenzurze, upowszechnianie idei wolności twórczości artystycznej,
- Promowanie wolnej kultury i swobodnego dostępu do dóbr kultury,
- Monitorowanie transparentności instytucji publicznych (zwłaszcza kulturalnych) i realizowania przez nie interesu publicznego.

Swoje cele Indeks 73 realizuje poprzez:
- Prowadzenie portalu www.indeks73.pl (po polsku i po angielsku). Portal zawiera informacje i analizy dokumentujące aktualne przypadki cenzury w polskiej sztuce oraz przykłady ograniczania wolności twórczej za granicą,
- Wydawanie internetowego kwartalnika pt. „Nieregularnik Wolnej Kultury”[2],
- Prowadzenie Kroniki Wypadków Cenzorskich w polskiej sztuce po 1989 r.[3],
- Analizowanie problemu cenzury i ograniczania wolnego dostępu do dóbr kultury oraz proponowanie możliwych rozwiązań i lobbowanie na ich rzecz,
- Organizowanie warsztatów, debat i działań edukacyjnych (np. zorganizowanie cyklu debat Forum Indeksu 73, w tym m.in. debaty na temat cenzury w warunkach neoliberalnej gospodarki rynkowej, prowadzonej przez dr Izabelę Kowalczyk z udziałem prof. Piotra Piotrowskiego, dr Pawła Leszkowicza, Jarosława Urbańskiego, Rafała Jakubowicza (Poznań, listopad 2008),
- Inicjowanie akcji interwencyjnych przeciw konkretnym przypadkom cenzury (m.in. poprzez petycje, doraźne wsparcie i poradnictwo dla artystów).

## Główne akcje
Główne przypadki naruszania wolności artystycznej i łamania prawa do swobodnego dostępu do dóbr kultury, którymi zajęła się Inicjatywa Indeks 73 w 2008 i 2009:
- Monopolizowanie przez koncern Walta Disneya praw autorskich do Kubusia Puchatka[4]. Indeks 73 wsparł akcję Performerii Warszawy pt. „Uwolnić Puchatka!”[5].
- Ocenzurowanie w czerwcu 2008 roku przez rabina Icchaka Chaima Rapoporta pracy Huberta Czerepoka pt. "Nie tylko dobro przychodzi z góry" podczas wrocławskiego Festiwalu Survival. Indeks 73 wystosował list otwarty[6], a także zorganizował debatę prowadzoną przez dr Ewę Majewską z udziałem rabina Rapoporta oraz kuratora pracy Piotra Stasiowskiego (listopad 2008, Studio BWA Wrocław)[7].
- Działania cenzorskie wokół scenariusza filmu Tajemnica Westerplatte: ze strony czołowych polityków (m.in. Sławomira Nowaka)[8] padały oskarżenia, jakoby scenarzysta Paweł Chochlew szkalował honor polskich żołnierzy i próbował zrobić antypolski film, co postawiło finansowanie produkcji pod znakiem zapytania. Indeks 73 zorganizował debatę prowadzoną przez Romana Pawłowskiego (listopad 2008, TR Warszawa). Wzięli w niej udział m.in. Paweł Chochlew, dyrektorka Polskiego Instytutu Sztuki Filmowej Agnieszka Odorowicz, dyrektor artystyczny TR Warszawa Grzegorz Jarzyna[9].
- Decyzja Prezydenta Płocka Mirosława Milewskiego, który we wrześniu 2008 nakazał zamalowanie murali, stworzonych w ramach Festiwalu Podwórko. Jeden mural został bezpowrotnie zniszczony. Indeks 73 wystosował w tej sprawie list otwarty, wsparł zbieranie podpisów pod petycją Galerii Rusz (jednego z autorów murali)[10] i wyprodukował film pt. Strefa Chroniona.
- Ocenzurowanie 20 stycznia 2009 pracy Dawida Czernego pt. Entropa, znajdującej się w budynku Rady Unii Europejskiej w Brukseli. Ocenzurowano część instalacji przedstawiającą Bułgarię jako sieć „tureckich toalet”. Indeks 73 zainicjował międzynarodową petycję w tej sprawie[11].